# Ravine Sèche (quartier)
Pour les articles homonymes, voir Ravine Sèche.
Ravine Sèche est un lieu-dit de l'île de La Réunion, département et région d'outre-mer français dans le sud-ouest de l'océan Indien. Il constitue un quartier qui chevauche la partie ouest de la commune de L'Étang-Salé et la partie est de la commune des Avirons. Le quartier est séparé par le cours d'eau Rénone qui forme la limite administrative entre les deux communes. 
Les premiers colons s'installèrent en 1719 et cultivèrent la culture du café. Aujourd'hui le quartier compte près de 3474 habitants.  